# ESCON

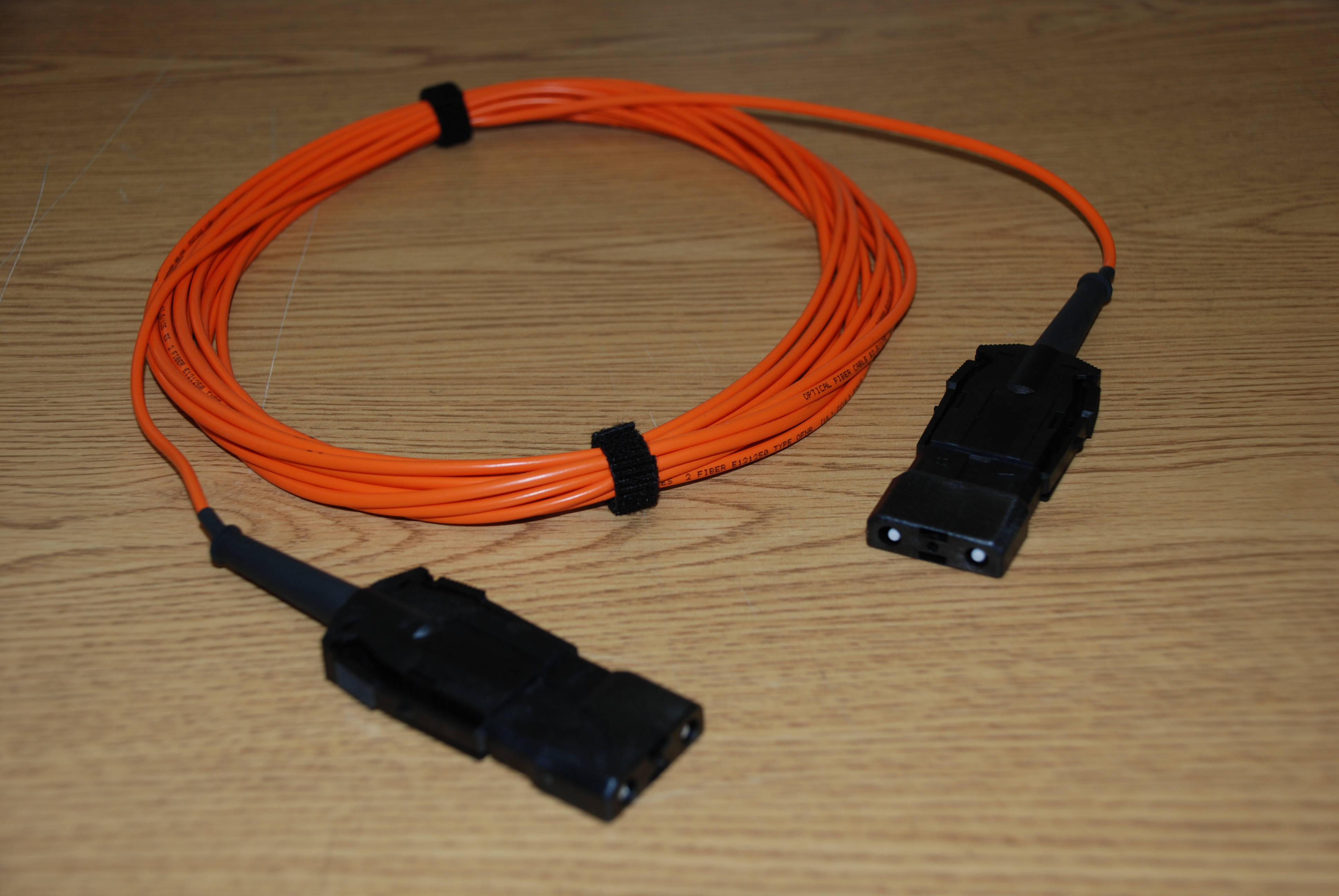
ESCONケーブル

ESCON（エスコン）は、IBMのメインフレームコンピュータと補助記憶装置をつなぐかつて主流だったチャネルI/Oのためのインターフェースである。
ケーブル長43 kmで17 Mバイト/秒の半二重通信が可能である。
ESCONは、1960年代から1970年代にかけてのメインフレームで主流だったバス・タグパラレルケーブルに技術に取って代わる技術である。
しかしESCONは、実質的により速いFICON (物理層は光ファイバーを使うFibre Channel) によって、順番に取って代わられている。